# Akihabara

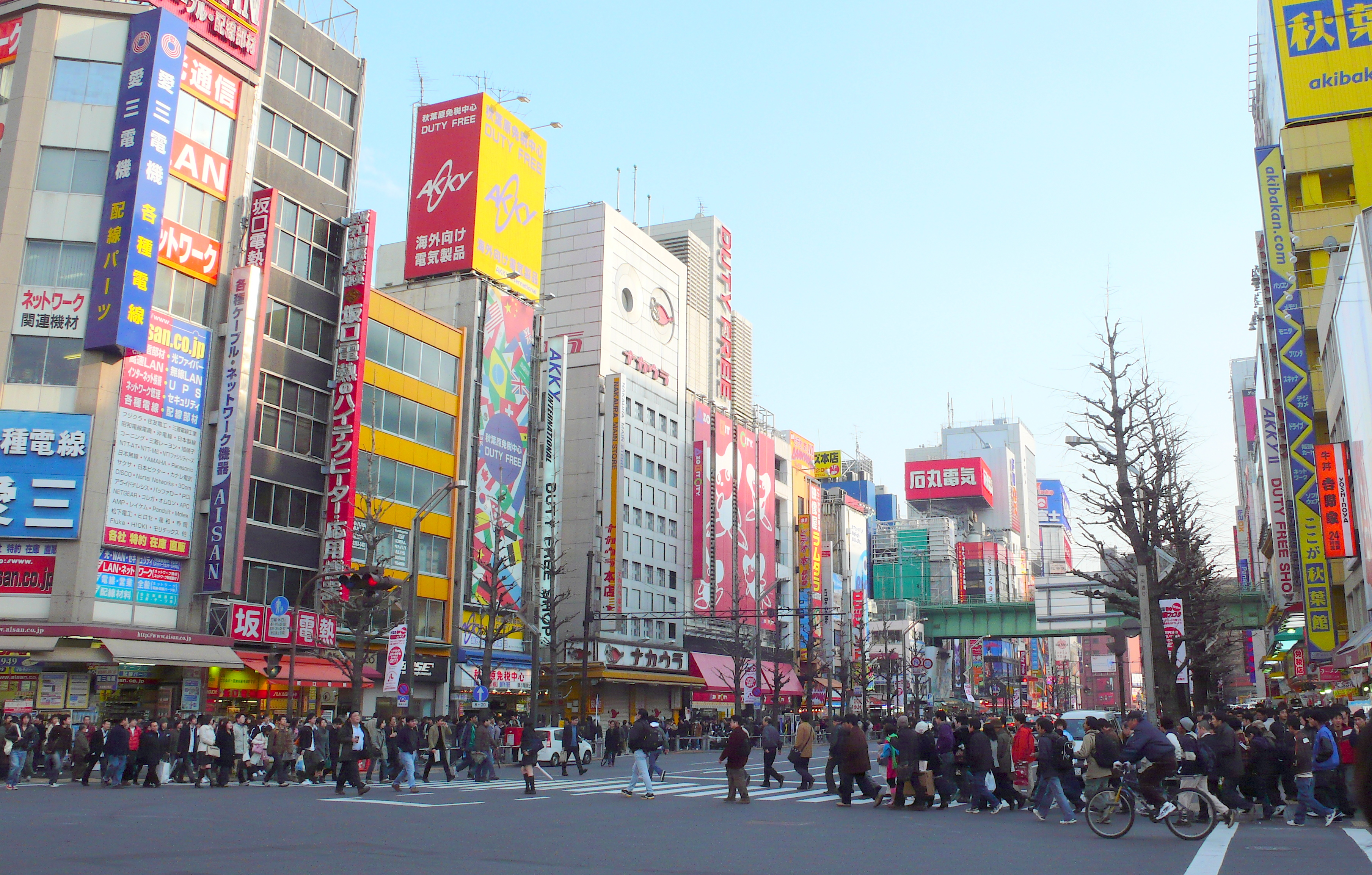
Akihabara

Akihabara är en stadsdel i Chiyoda, Tokyo som är mest känd för sina affärer som säljer elektronik, kameror och datorer. Det hela började efter andra världskriget med försäljning av radiorör och andra elektriska komponenter under järnvägsspåret nära stationen i Akihabara. Fortfarande år 2010 kan man i gångar under järnvägsspåren hitta äldre män som står vid små bord och säljer allt från lysdioder till strömbrytare.
De senaste åren har allt fler stora japanska hemelektronikkedjor öppnat affärer i Akihabara. Allra störst är Yodobashi Camera som öppnade ett gigantiskt elektronikvaruhus i Akihabara 2005.

## Nya trender
Akihabara är numera välkänt världen över. Det är en av de få platser i Tokyo, där man träffar på beslutsfattare som utöver engelska även talar spanska, kinesiska, hindi eller portugisiska. Det utländska inflytandet markeras av det stora antalet "Duty Free Shop", som erbjuder sina produkter skattefritt till alla som kan visa upp ett pass med turistvisum.
Underhållning med anknytning till videospel och anime är koncentrerad till detta område, allt från gallerier med kända artister, främst från Square Enix och Gonzo, karaoker specialiserade på musik från anime och aidoru-händelser i veckan till maid- och cosplay-kaféer. Evenemang med röstskådespelare, seiyu-kändisar är vanliga.
Andra etablissemang som har vunnit terräng på sistone är maid kafeerna. I dessa, som uppfyller otaku-världens fantasier att bli betjänade av en kvinna som gör cosplay av den typiska franska husjungfrun. Tjänsterna är inte nödvändigtvis kulinariska och kan variera från en kopp espresso till fotmassage.
Den 8 juni 2008, genomförde den 25 år unge Katō Tomohiro Akihabaramassakern med skåpbil och dolk. Han dödade sju personer och skadade tio, hävdande att han var trött på livet.